# Mirosław Męczyński
Mirosław Męczyński – polski kompozytor i multiinstrumentalista mieszkający i tworzący w Niemczech.
Swoją karierę rozpoczynał w zespole Zefiry w 1962 do 1965. Następnie grał w warszawskim zespole Poganiacze Kotów od 1965 do 1967. Od 1967 w zespole Pięciu, później grał na gitarze w zespole Michaja Burano – Burano & Leske Rom, w roku 1970 w zespole Bizony, towarzyszącemu Zdzisławie Sośnickiej, a w latach 1971-1973 w grupie ABC Andrzeja Nebeskiego.
Pracował też z grupą Fantom Quartet grającą muzykę klubową w Szwecji i Danii (pozostałymi członkami grupy byli: Grzegorz Szczepaniak – saksofon i wokal, Jan Knapp – perkusja, Stefan Lubkowski – piano.
Przed  wyjazdem do Niemiec w 1985 r. pracował jako DJ oraz muzyk sesyjny w PR i w roku 1982 wraz z Anną Chodakowską, Krzysztofem Bukowskim i Romanem Ziemlańskim, przygotował "Mszę wędrującego" do tekstów Edwarda Stachury.
Mieszkał w Bielefeld w Niemczech, gdzie pracował jako tłumacz oraz tworzył muzykę do krótkich form muzyczno – teatralnych. 
Był wysoko notowany w kategorii " Aternativ" w Północnej Westfalii. 
Zmarł w Bielefeld 28 maja 2018 roku.

## Wybrane dzieła
- "Virtual woman"
- "Hajos groove"
- "Yeahee – Yeahoo"
- "Alicji rozdział XVI"
- "Słońca, moje słońca" z płyty "Idę" Haliny Frąckowiak do tekstu Krzysztofa Bukowskiego
- "Zobacz, wiosna przyszła już" do tekstu Zygmunta Ornaka
- "Dziękczynienie" – utwór pochodzący ze spektaklu "Msza wędrującego" do tekstu Edwarda Stachury.